# Eko Yuli Irawan
Eko Yuli Irawan (* 24. Juli 1989 in Metro, Lampung, Süd-Sumatra, Indonesien) ist ein indonesischer Gewichtheber. Er gewann bei den Olympischen Spielen 2008 die Bronzemedaille im Bantamgewicht.

## Werdegang
Eko Yuli Irawan begann 2001 in seiner Geburtsstadt mit dem Gewichtheben. Er gehört dem Klub Metro Lampung an. Sein erster Trainer war Lukman. Seit 2008 wird er von dem Australier Rob Ballard trainiert.
Seit 2006 beteiligt er sich mit großen Erfolgen sowohl im Juniorenbereich als auch im Seniorenbereich an internationalen Meisterschaften. Gleich bei seinem ersten Start an einer solchen Meisterschaft, der Junioren-Weltmeisterschaft 2006 im chinesischen Hangzhou, belegte er im Bantamgewicht mit einer Zweikampfleistung von 269 kg (120–149) hinter dem Chinesen Li Zhen, der auf 286 kg (131–155) kam, den 2. Platz. Im gleichen Jahr startete er mit 17 Jahren auch schon bei der Weltmeisterschaft der Senioren in Santo Domingo und kam im Bantamgewicht mit 266 kg (116–150) auf den 2. Platz.
2007 wurde Eko Yuli Irawan in Prag Junioren-Weltmeister im Bantamgewicht. Seine Zweikampfleistung betrug dort 273 kg (120–153), mit der er wegen des leichteren Körpergewichtes vor dem Chinesen Wu Jingbao, der ebenfalls 273 kg (128–145) erzielte, gewann. Bei der Senioren-Weltmeisterschaft 2007 in Chiangmai/Thailand, steigerte er sich im Bantamgewicht auf 278 kg (124–154), mit denen er hinter dem Überraschungssieger Cha Kum Chol, Nordkorea, 283 kg (128–155) und dem Chinesen Li Zhen, 283 kg (130–153) den 3. Platz belegte. Zum Ende des Jahres 2007 siegte er dann noch bei den Südostasienspielen in Nakhon Ratchasima/Thailand im Bantamgewicht mit 284 kg (126–154) und erzielte damit eine Leistung, mit der er in Chiangmai sogar Weltmeister geworden wäre.
Im Olympiajahr 2008 startete Eko Yuli Irawan bei der Asien-Meisterschaft in Kanazawa im Federgewicht und belegte dort mit sehr guten 305 kg (135–170) den 2. Platz hinter Zhang Jie aus China, der mit 326 kg (147–179) eine Klasse für sich war. Bei den Olympischen Spielen in Peking trainierte er wieder in das Bantamgewicht ab. Eine Maßnahme, die sich lohnte, denn er erzielte dort mit 288 kg eine neue persönliche Bestleistung als Bantamgewichtler und gewann mit dieser die Bronzemedaille. Vor ihm lagen nur Long Qingquan aus China, mit 292 kg (132–160) und Hoàng Anh Tuấn aus Vietnam, der 290 kg (130–160) erzielte.
2009 wechselte er dann endgültig in das Federgewicht und holte sich in dieser Gewichtsklasse in Bukarest zum zweiten Mal den Titel eines Junioren-Weltmeisters. Mit seiner Leistung von 297 kg (136–161) verwies er dabei den Chinesen Qiao Ningbo, der auf 292 kg (137–155) kam, auf den 2. Platz. Bei der Weltmeisterschaft der Senioren im November 2009 in Goyang/Südkorea lieferte er den beiden favorisierten Chinesen Yang Fan und Ding Jianjun einen mitreißenden Kampf. Nachdem er im Reißen mit 140 kg gegenüber diesen beiden Athleten zurücklag, steigerte er sich im Stoßen auf hervorragende 175 kg und wurde damit im Zweikampf mit 315 kg zweiter Sieger hinter Ding Jianjun, der 316 kg erzielte und vor Yang Fan, der auf 314 kg kam. Mit seiner Leistung im Stoßen gewann er diese Einzeldisziplin.
Bei der Weltmeisterschaft 2010 in Antalya erzielte Eko Yuli Irawan im Zweikampf 312 kg (140–172). Er kam damit hinter Kim Un-guk, Nordkorea, Zhang Jie, China und Erol Bilgin, Türkei auf den 4. Platz. Ein Trostpflaster für ihn war der Gewinn einer Bronzemedaille im Stoßen. Bei der Weltmeisterschaft des Jahres 2011 in Paris erreichte er im Zweikampf 310 kg (139–171) und kam damit hinter Zhang Jie und Kim Un-gok auf den 3. Platz. Im Stoßen sicherte er sich mit 171 kg eine WM-Silbermedaille.
Bei den Olympischen Spielen 2012 in London steigerte sich Eko Yuli Irawan im Zweikampf auf 317 kg (145–172). Er belegte damit hinter dem überragenden Kim Un-guk, der mit 327 kg (153–174) einen neuen Zweikampf-Weltrekord erzielte und Oscar Figueroa, Kolumbien, der wie er auf 317 kg (140–177) kam, aber einige Gramm leichter war als er, den 3. Platz und gewann damit eine olympische Bronzemedaille.

## Internationale Erfolge
| Jahr | Platz  | Wettbewerb                                      | Gewichtsklasse | |
| 2006 | 2.     | Junioren-WM in Hangzhou                         | Bantam         | mit 269 kg (120–149), hinter Li Zhen, China, 286 kg, vor Yang Yuxiang, China, 269 kg (118–150)                                                    |
| 2006 | 6.     | Asien-Spiele in Doha                            | Bantam         | mit 271 kg (121–150); Sieger: Li Zhen, 287 kg (130–157) vor Hoàng Anh Tuấn, Vietnam, 285 kg (128–157)                                             |
| 2006 | 8.     | WM in Santo Domingo                             | Bantam         | mit 266 kg (116–150); Sieger: Li Zhen, 280 kg (128–152), vor Sergio Álvarez Boulet, Kuba, 279 kg (123–156)                                        |
| 2007 | 1.     | Junioren-WM in Prag                             | Bantam         | mit 273 kg (120–153), vor Wu Jingbao, China, 273 kg (128–145) u. Pawel Suchanow, Russland, 266 kg (120–146)                                       |
| 2007 | 3.     | WM in Chiangmai                                 | Bantam         | mit 278 kg (124–154), hinter Cha Kum Chol, Nordkorea, 283 kg (128–155) u. Li Zhen, 283 kg (130–153)                                               |
| 2007 | 1.     | Südostasienspiele in Nakhon Ratchasima/Thailand | Bantam         | mit 284 kg (126–158), vor Hoang Anh Tuan, 281 kg u. Pongsak Maneetong, Thailand, 256 kg                                                           |
| 2008 | 2.     | Asien-Meisterschaft in Kanazawa                 | Feder          | mit 305 kg (135–170), hinter Zhang Jie, China, 326 kg (147–179), vor Basarbajew Umurbek, Turkmenistan, 296 kg (136–160)                           |
| 2008 | Bronze | OS in Peking                                    | Bantam         | mit 288 kg (130–158), hinter Long Qingquan, China, 292 kg (132–160) u. Hoàng Anh Tuấn, 290 kg (130–160)                                           |
| 2009 | 1.     | Junioren-WM in Bukarest                         | Feder          | mit 297 kg (136–161), vor Qiao Ningbo, China, 292 kg (137–155) u. Sajad Behrouzi, Iran, 290 kg (133–157)                                          |
| 2009 | 2.     | WM in Goyang/Südkorea                           | Feder          | mit 315 kg (140–175), hinter Ding Jianjun, China, 316 kg (146–170), vor Yang Fan, China, 314 kg (144–170)                                         |
| 2010 | 4.     | WM in Antalya                                   | Feder          | mit 312 kg (140–172), hinter Kim Un-guk, Nordkorea, 320 kg (147–173), Zhang Jie, China, 315 kg (141–174) u. Erol Bilgin, Türkei, 314 kg (143–171) |
| 2010 | 3.     | Asien-Spiele in Guangzhou                       | Feder          | mit 311 kg (141–170), hinter Zhang Jie, China, 321 kg (145–176) u. Kim Un-guk, Nordkorea, 317 kg (147–170)                                        |
| 2011 | 1.     | Universiade in Shenzen/China                    | Feder          | mit 310 kg (140–170), vor Chen Meilong, China, 285 kg (129–156) und Withawat Kritphet, Thailand, 283 kg (128–155)                                 |
| 2011 | 3.     | WM in Paris                                     | Feder          | mit 310 kg (139–171), hinter Zhang Jie, 321 kg (145–176) und Kim Un-guk, 320 kg (150–170)                                                         |
| 2012 | Bronze | OS in London                                    | Feder          | mit 317 kg (145–172), hinter Kim Un-guk, 327 kg (153 -174 ) und Óscar Figueroa, Kolumbien, 317 kg (140 -177 )                                     |

## WM-Einzelmedaillen
- WM-Goldmedaillen: 2009/Stoßen
- WM-Silbermedaillen: 2011/Stoßen
- WM-Bronzemedaillen: 2007/Stoßen – 2009/Reißen – 2010/Stoßen

Erläuterungen
- alle Wettbewerbe im Zweikampf, bestehend aus Reißen und Stoßen,
- OS = Olympische Spiele, WM = Weltmeisterschaft,
- Bantamgewicht, bis 56 kg, Federgewicht, bis 62 kg Körpergewicht,
- die Wettkämpfe bei Olympischen Spielen gelten seit 1988 nicht mehr als Weltmeisterschaften